# Historias de la puta mili (película)
Historias de la puta mili es una película española filmada en 1993, y estrenada el 14 de enero de 1994. Dirigida por Manuel Esteban y protagonizada por Juan Echanove, está basada en la serie de historietas del mismo título de Ramón 'Ivà' Tosas, publicadas en la revista satírica El Jueves. Al mismo tiempo, se hizo también una serie de televisión homónima. 

## Argumento
La película trata sobre las aventuras y desventuras de un grupo de militares españoles encabezados por el sargento Marcelino Arensivia (Juan Echanove).

## Reparto
- Juan Echanove - Sargento Marcelino Arensivia
- Jordi Mollà - El Pulpo
- Achero Mañas - El Chino
- Marc Martínez - El Maca
- David Gil - El Bola
- Carles Romeu - El Diputao
- José Sazatornil - General Huete
- Agustín González - Comandante Giménez
- José María Cañete - Sargento G. Civil
- Gracia Olayo - María
- Juan Franco Giménez - El Judío

- Datos: Q5900578